# Giải vô địch bóng đá thế giới 1930 (vòng đấu loại trực tiếp)
Vòng đấu loại trực tiếp của Giải vô địch bóng đá thế giới 1930 đã được diễn ra giữa ngày 26 và 30 tháng 7 năm 1930. Trận bán kết đã được diễn ra vào ngày 26 và 27 tháng 7, với hai ngày nghỉ trước khi trận chung kết vào ngày 30 tháng 7.

## Các đội tuyển vượt qua vòng bảng
Đội tuyển đứng đầu từ mỗi bảng của bốn bảng được vượt qua vòng bảng cho vòng đấu loại trực tiếp.
| Bảng | Các đội thắng |
| ---- | ------------- |
| 1    | Argentina     |
| 2    | Nam Tư        |
| 3    | Uruguay       |
| 4    | Hoa Kỳ        |

## Sơ đồ
|  | Bán kết                              | Bán kết   |   |  | Chung kết                            | Chung kết |  |
|  |                                      |           |   |  |                                      |           |  |
|  | 27 tháng 7 – Montevideo (Centenario) |           |   |  |                                      |           |  |
|  | Uruguay                              | 6         |   |  |                                      |           |  |
|  | Nam Tư                               | 1         |   |  |                                      |           |  |
|  |                                      |           |   |  |                                      |           |  |
|  |                                      |           |   |  | 30 tháng 7 – Montevideo (Centenario) |           |  |
|  |                                      |           |   |  | Uruguay                              | 4         |  |
|  |                                      | Argentina | 2 |  |                                      |           |  |
|  |                                      |           |   |  |                                      |           |  |
|  |                                      |           |   |  |                                      |           |  |
|  |                                      |           |   |  |                                      |           |  |
|  | 26 tháng 7 – Montevideo (Centenario) |           |   |  |                                      |           |  |
|  | Argentina                            | 6         |   |  |                                      |           |  |
|  | Hoa Kỳ                               | 1         |   |  |                                      |           |  |

## Bán kết

### Argentina v Hoa Kỳ
| Argentina                                                       | 6–1      | Hoa Kỳ    |
| --------------------------------------------------------------- | -------- | --------- |
| Monti 20' · Scopelli 56' · Stábile 69', 87' · Peucelle 80', 85' | Chi tiết | Brown 89' |

| GK                                   | Juan Botasso         |
| FB                                   | José Della Torre     |
| FB                                   | Fernando Paternoster |
| HB                                   | Juan Evaristo        |
| HB                                   | Luis Monti           |
| HB                                   | Rodolfo Orlandini    |
| FW                                   | Carlos Peucelle      |
| FW                                   | Alejandro Scopelli   |
| FW                                   | Guillermo Stábile    |
| FW                                   | Manuel Ferreira (c)  |
| FW                                   | Mario Evaristo       |
| Các huấn luyện viên:                 |                      |
| Francisco Olazar Juan José Tramutola |                      |

| GK               | Jimmy Douglas    |  |     |
| FB               | Alexander Wood   |  |     |
| FB               | George Moorhouse |  |     |
| HB               | Jimmy Gallagher  |  |     |
| HB               | Raphael Tracey   |  | 45' |
| HB               | Andy Auld        |  |     |
| FW               | Billy Gonsalves  |  |     |
| FW               | Tom Florie (c)   |  |     |
| FW               | Bert Patenaude   |  |     |
| FW               | Jim Brown        |  |     |
| FW               | Bart McGhee      |  |     |
| Huấn luyện viên: |                  |  |     |
| Bob Millar       |                  |  |     |

### Uruguay v Nam Tư
| Uruguay                                            | 6–1      | Nam Tư         |
| -------------------------------------------------- | -------- | -------------- |
| Cea 18', 67', 72' · Anselmo 20', 31' · Iriarte 61' | Chi tiết | Vujadinović 4' |

| GK               | Enrique Ballestrero |
| FB               | José Nasazzi (c)    |
| FB               | Ernesto Mascheroni  |
| HB               | José Andrade        |
| HB               | Lorenzo Fernández   |
| HB               | Álvaro Gestido      |
| FW               | Pablo Dorado        |
| FW               | Héctor Scarone      |
| FW               | Peregrino Anselmo   |
| FW               | Pedro Cea           |
| FW               | Santos Iriarte      |
| Huấn luyện viên: |                     |
| Alberto Suppici  |                     |

| GK               | Milovan Jakšić       |
| FB               | Milutin Ivković (c)  |
| FB               | Dragoslav Mihajlović |
| HB               | Milorad Arsenijević  |
| HB               | Ljubiša Stefanović   |
| HB               | Momčilo Đokić        |
| FW               | Aleksandar Tirnanić  |
| FW               | Blagoje Marjanović   |
| FW               | Ivan Bek             |
| FW               | Đorđe Vujadinović    |
| FW               | Branislav Sekulić    |
| Huấn luyện viên: |                      |
| Boško Simonović  |                      |

## Chung kết
| Uruguay                                         | 4–2      | Argentina                  |
| ----------------------------------------------- | -------- | -------------------------- |
| Dorado 12' · Cea 57' · Iriarte 68' · Castro 89' | Chi tiết | Peucelle 20' · Stábile 37' |

| Uruguay | Argentina |

| GK               | Enrique Ballestrero |
| RB               | José Nasazzi (c)    |
| LB               | Ernesto Mascheroni  |
| RH               | José Andrade        |
| CH               | Lorenzo Fernández   |
| LH               | Álvaro Gestido      |
| OR               | Pablo Dorado        |
| IR               | Héctor Scarone      |
| CF               | Héctor Castro       |
| IL               | Pedro Cea           |
| OL               | Santos Iriarte      |
| Huấn luyện viên: |                     |
| Alberto Suppici  |                     |

| GK                                   | Juan Botasso         |
| RB                                   | José Della Torre     |
| LB                                   | Fernando Paternoster |
| RH                                   | Juan Evaristo        |
| CH                                   | Luis Monti           |
| LH                                   | Pedro Suárez         |
| OR                                   | Carlos Peucelle      |
| IR                                   | Francisco Varallo    |
| CF                                   | Guillermo Stábile    |
| IL                                   | Manuel Ferreira (c)  |
| OL                                   | Mario Evaristo       |
| Các huấn luyện viên:                 |                      |
| Francisco Olazar Juan José Tramutola |                      |

| Trợ lý bóng đá: Ulises Saucedo (Bolivia) Henri Christophe (Bỉ) |